# Dembo Sylla
Dembo Sylla (Laval, 10 novembre 2002) è un calciatore guineano con cittadinanza francese, difensore del Lorient e della nazionale guineana.

## Carriera

### Club
Cresciuto nel settore giovanile del Laval, ha esordito in prima squadra il 27 agosto 2022, in occasione dell'incontro di Ligue 2 perso 1-0 in trasferta contro il Nîmes.

### Nazionale
Il 27 marzo 2023 ha esordito con la nazionale guineana, nella vittoria esterna per 3-2 contro l'Etiopia, in un incontro valido per le qualificazioni alla Coppa d'Africa 2023.

## Statistiche

### Presenze e reti nei club
Statistiche aggiornate al 28 marzo 2023.
| Stagione        | Squadra         | Campionato      | Campionato | Campionato | Coppe nazionali | Coppe nazionali | Coppe nazionali | Coppe continentali | Coppe continentali | Coppe continentali | Altre coppe | Altre coppe | Altre coppe | Totale | Totale |
| Stagione        | Squadra         | Comp            | Pres       | Reti       | Comp            | Pres            | Reti            | Comp               | Pres               | Reti               | Comp        | Pres        | Reti        | Pres   | Reti   |
| --------------- | --------------- | --------------- | ---------- | ---------- | --------------- | --------------- | --------------- | ------------------ | ------------------ | ------------------ | ----------- | ----------- | ----------- | ------ | ------ |
| 2020-2021       | Laval 2         | N3              | 2          | 0          |                 | -               | -               |                    | -                  | -                  |             | -           | -           | 2      | 0      |
| 2021-2022       | Laval 2         | N3              | 22         | 0          |                 | -               | -               |                    | -                  | -                  |             | -           | -           | 22     | 0      |
| Totale Laval 2  | Totale Laval 2  | Totale Laval 2  | 24         | 0          |                 | -               | -               |                    | -                  | -                  |             | -           | -           | 24     | 0      |
| 2022-2023       | Laval           | L2              | 20         | 0          | CF              | 1               | 0               |                    | -                  | -                  |             | -           | -           | 21     | 0      |
| Totale carriera | Totale carriera | Totale carriera | 44         | 0          |                 | 1               | 0               |                    | -                  | -                  |             | -           | -           | 45     | 0      |

### Cronologia presenze e reti in nazionale
| Cronologia completa delle presenze e delle reti in nazionale ― Guinea | Cronologia completa delle presenze e delle reti in nazionale ― Guinea | Cronologia completa delle presenze e delle reti in nazionale ― Guinea | Cronologia completa delle presenze e delle reti in nazionale ― Guinea | Cronologia completa delle presenze e delle reti in nazionale ― Guinea | Cronologia completa delle presenze e delle reti in nazionale ― Guinea | Cronologia completa delle presenze e delle reti in nazionale ― Guinea | Cronologia completa delle presenze e delle reti in nazionale ― Guinea |
| Data                                                                  | Città                                                                 | In casa                                                               | Risultato                                                             | Ospiti                                                                | Competizione                                                          | Reti                                                                  | Note                                                                  |
| --------------------------------------------------------------------- | --------------------------------------------------------------------- | --------------------------------------------------------------------- | --------------------------------------------------------------------- | --------------------------------------------------------------------- | --------------------------------------------------------------------- | --------------------------------------------------------------------- | --------------------------------------------------------------------- |
| 27-3-2023                                                             | Rabat                                                                 | Etiopia                                                               | 2 – 3                                                                 | Guinea                                                                | Qual. Coppa d'Africa 2023                                             | -                                                                     | 64’                                                                   |
| 14-6-2023                                                             | Marrakech                                                             | Guinea                                                                | 1 – 2                                                                 | Egitto                                                                | Qual. Coppa d'Africa 2023                                             | -                                                                     | 73’                                                                   |
| 17-6-2023                                                             | Cornellà de Llobregat                                                 | Brasile                                                               | 4 – 1                                                                 | Guinea                                                                | Amichevole                                                            | -                                                                     | 66’                                                                   |
| 9-9-2023                                                              | Lilongwe                                                              | Malawi                                                                | 2 – 2                                                                 | Guinea                                                                | Qual. Coppa d'Africa 2023                                             | -                                                                     |                                                                       |
| 13-10-2023                                                            | Setúbal                                                               | Guinea                                                                | 1 – 0                                                                 | Guinea-Bissau                                                         | Amichevole                                                            | -                                                                     |                                                                       |
| 17-10-2023                                                            | São João da Venda                                                     | Guinea                                                                | 1 – 1                                                                 | Gabon                                                                 | Amichevole                                                            | -                                                                     | 46’                                                                   |
| 21-11-2023                                                            | Francistown                                                           | Botswana                                                              | 1 – 0                                                                 | Guinea                                                                | Qual. Mondiali 2026                                                   | -                                                                     | 68’                                                                   |
| 6-6-2024                                                              | Baraki                                                                | Algeria                                                               | 1 – 2                                                                 | Guinea                                                                | Qual. Mondiali 2026                                                   | -                                                                     | 82’                                                                   |
| 10-6-2024                                                             | El Jadida                                                             | Guinea                                                                | 0 – 1                                                                 | Mozambico                                                             | Qual. Mondiali 2026                                                   | -                                                                     |                                                                       |
| 21-3-2025                                                             | Abidjan                                                               | Guinea                                                                | 0 – 0                                                                 | Somalia                                                               | Qual. Mondiali 2026                                                   | -                                                                     |                                                                       |
| 25-3-2025                                                             | Kampala                                                               | Uganda                                                                | 1 – 0                                                                 | Guinea                                                                | Qual. Mondiali 2026                                                   | -                                                                     | 46’                                                                   |
| Totale                                                                |                                                                       | Presenze                                                              | 11                                                                    |                                                                       | Reti                                                                  | 0                                                                     |                                                                       |